# Jaudrais
Jaudrais település Franciaországban, Eure-et-Loir megyében. Lakosainak száma 409 fő (2022. január 1.). Jaudrais Digny községgel határos.

## Népesség
A település népességének változása:
| Lakosok száma | 140  | 175  | 184  | 331  | 372  | 381  | 406  | 422  | 421  | 409  |
|               | 1968 | 1982 | 1990 | 2006 | 2013 | 2015 | 2017 | 2019 | 2020 | 2022 |